# Peter Laughner
Peter Laughner, född 22 augusti 1952, död 22 juni 1977, var en amerikansk gitarrist, låtskrivare och sångare.

## Biografi
Laughner föddes i Bay Village, Ohio och beskrevs av  musikjournalisten Richie Unterberger som "förmodligen den enskilt största drivkraften i begynnelsen av Clevelands alternativa rockscen i mitten av 1970-talet."
Laughner ledde en mängd olika grupper, bland annat Mr. Charlie, Cinderella Backstreet, Peter & The Wolves, The Blue Drivers och Friction. Hans mest uppmärksammade grupper var Rocket from the Tombs samt Pere Ubu's tidiga karriär. Förutom detta skrev han för Creem magazine.
Laughner var en stor supporter av rockmusik och författare och påverkades starkt av Lester Bangs journalistik. Precis som Bangs gillade Laughner Lou Reed, men tog även inspiration från folk- och bluesmusiker som Robert Johnson och Woody Guthrie. Även Tom Verlaine var en av Laughners idoler.
Det uppkom rykten om att Laughner betraktades som en ersättare för Richard Lloyd när han lämnade Television, ett band som han gillat från deras tidigaste dagar. Enlight Richard Lloyd fanns det ingen sanning i ryktet.

## Död
Laughner missbrukade både narkotika och alkohol, något som slutligen ledde till akut bukspottkörtelinflammation, som han avled av 1977, 24 år gammal.
Rykten om att Laughner var deprimerad, till och med självmordsbenägen vid hans död har dementerats av Laughners senaste kända skrivna brev, skickat till sångaren Ruby Port kvällen före hans död. I brevet berättade Laughner om sin avsikt att flytta ut på Ohios landsbygd, där han kunde skriva ny musik, vila och återfå sin hälsa.

## Inspelningar
Laughners enda kända inspelningar i en musikstudio var med Pere Ubus singelinspelningar, även om han lämnade efter sig otaliga lo-fi- live-, repetitions- och demoinspelningar. År 1994 släppte skivbolaget Tim/Kerr albumet Take the Guitar Player for a Ride, en 15-spårs LP samlat från dessa band. Albumet återutgavs senare som CD. Samlingen sålde dåligt och gick ur produktion. Fans fortsätter dock att sprida bootleginspelningar och ett Clevelandbaserad skivbolag, Handsome Productions, erbjuder en omfattande samling av hans musik på CD, officiellt godkänd av hans familj.
I juni 2019 släppte skivbolaget Smog Veil en 5-CD-box med Laughners arbete, med inspelningar från bland annat Handsome Productions, Pere Ubus David Thomas, Tim Wright med flera.
Förutom soloinspelningar finns Laughners gitarr och sång inspelad på det postuma albumet The Day the Earth Met the Rocket from the Tombs av Rocket from the Tombs.